# Техаський холдем

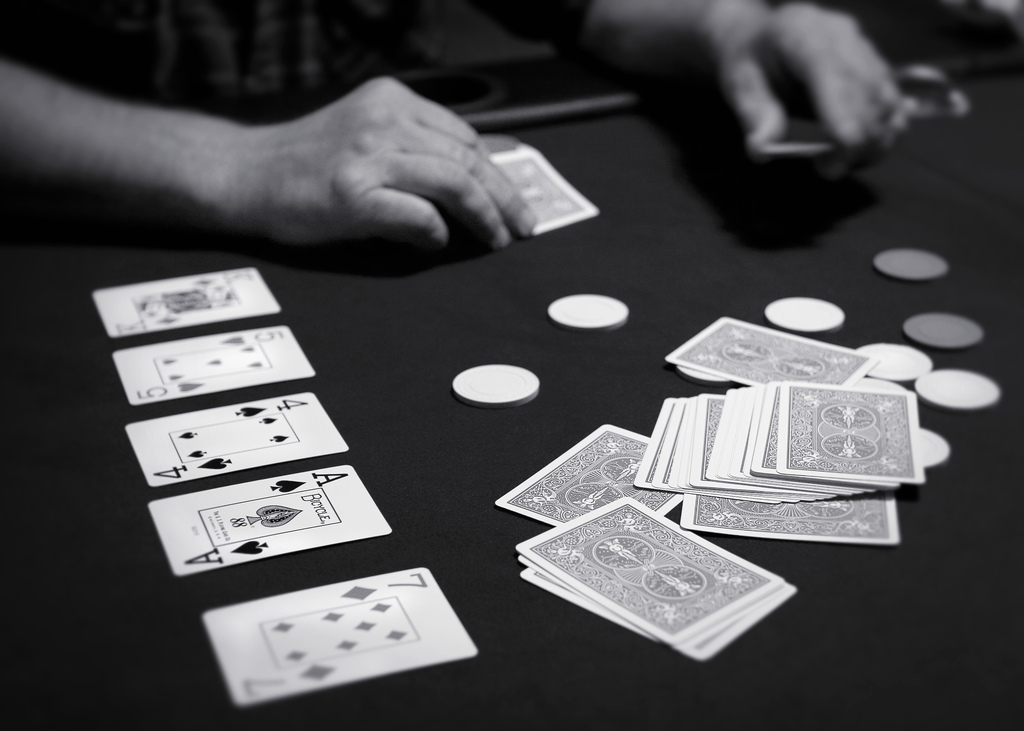
Техаський холдем.

Техаський холдем — варіант покеру, де гравець вибирає п'ять найкращих карт з двох власних і п'яти загальних для всіх гравців.

## Правила гри
Як і в будь-якому покері грають тур за туром і в кожному турі виграє той, хто за власним бажанням не вийшов з цього туру гри й хто за правилами покеру має найкращий набір з п'яти карт (так звану руку). У гравця на руках перебувають тільки дві карти, а інші 5 карт відкриваються поступово й загальні для всіх гравців. У Холдем за одним гральним столом можуть грати від 2 до 10 осіб. Грають тур за туром доки, залежно від типу гри, не залишаться переможці, або один переможець. У кеш іграх гравець за власним бажанням у будь-який момент може покинути стіл, забравши свій стек.

### Дилер
У кожному турі гри дилер здає карти. Від туру до туру цей обов'язок надається гравцеві по колу за годинниковою стрілкою. Дилер відзначається диском, так званим «батоном» (англ. button — кнопка). В кожному турі гравці приймають рішення по черзі за годинниковою стрілкою від дилера, який говорить останнім. Карти здаються по одній за годинниковою стрілкою, починаючи від дилера. Як і у будь-якому покері в казино, дилер — це робітник казино й активної участі в грі не бере, а тільки здає карти та наглядає за дотриманням правил.

### Відкриття
Гравці по черзі ставлять грошові ставки, мінімальна сума яких обумовлена. У техаському холдемі черга гравця впливає на його можливості під час гри, тому що там є дві змушені «сліпі» ставки, або «блайнди» (англ. blinds), щоб  на столі відразу були початкові гроші, за які будуть боротися.
Перший гравець за годинниковою стрілкою від дилера називається малим блайндом (англ. small blind або SB) і повинен поставити якнайменше половину найменшої обумовленої ставки. Наступний за ним — це великий блайнд (англ. big blind або BB) він повинен поставити якнайменше повну ставку. В казино малий блайнд, а не дилер, має батон.
Оскільки блайнди роблять обов'язкові ставки, гравець після великого блайнда — це перший гравець, хто приймає рішення, робити ставку (англ. call) чи ні. Ставка може бути якнайменше на таку ж суму, що й ставка  великого блайнда, або сума ставки може бути піднята (англ. raise) вдвічі або більше залежно від варіанта гри (ліміт, потліміт, анліміт). Ті, хто не роблять ставок, вибувають з туру гри. Перше коло ставок закінчується, коли блайнди останніми приймають рішення, робити свою звичайну ставку чи ні.

### Флоп (flop)
Коли перше коло ставок закінчене, дилер здає 3 карти в центр стола. Ця процедура зветься флопом (англ. flop). Друге коло ставок починається з першого гравця, що залишився в грі по колу після дилера.

### Торн (turn)
Четверта карта здається в центр стола. Ставки робляться аналогічно, але у лімітному холдемі їхній мінімальний розмір у 2 рази більший.

### Ривер (river)
П'ята й остання карта здаєтеся в центр столу. Мінімальний розмір ставок не менше ставок на торні.

### Розкриття (showdown)
Виграють найкращі 5 карт.
Можливі комбінації карт за зменшенням вартості:
- Роял-флаш, або Роял-флеш (англ. royal flush — «королівська масть»): старші (туз, король, дама, валет, десять) п'ять карт однієї масті, наприклад: Т♥ К♥ Д♥ В♥ 10♥.
- Стрейт-флаш, або Стріт-флеш (англ. straight flush — «масть за порядком»): будь-які п'ять карт однієї масті послідовно, наприклад: 9♠ 8♠ 7♠ 6♠ 5♠.
- Каре (англ. four of a kind, quads — «чотири однакових», фр. carré — «чотири»): чотири карти одного номіналу, наприклад: 3♥ 3♦ 3♣ 3♠ 10♥.
- Фул-хаус (англ. full house — «повний дім»): три карти одного номіналу й одна пара, наприклад: 10♥ 10♦ 10♠ 8♣ 8♥.
- Флаш, або Флеш (англ. flush — «масть»): п'ять карт однієї масті, наприклад: К♠ В♠ 8♠ 4♠ 3♠.
- Стрейт, або Стріт (англ. straight — «порядок»): п'ять карт послідовно (туз при цьому може вважатись як одиниця), наприклад: 5♦ 4♥ 3♠ 2♦ Т♦.
- Сет/Трипс/Трійка (англ. three of a kind, set — «три однакових», «набір»): три карти одного номіналу, наприклад: 7♣ 7♥ 7♠ K♦ 2♠. При чому розрізняють, якщо комбінація зібрана з кишенькової пари, то це Сет, а якщо із карт на роздачі, то Трипс[1].
- Дві пари (англ. two pairs): дві пари карт, наприклад: 8♣ 8♠ 4♥ 4♣ 2♠.
- Одна пара (англ. one pair): дві карти одного номіналу, наприклад: 9♥ 9♠ Т♣ В♠ 4♥.
- Старша карта/Кікер (англ. high card): жодної з описаних вище комбінацій, наприклад (комбінація називається «старший туз»): Т♦ 10♦ 9♠ 5♣ 4♣.